# Руец (річка)
Руец (нім. Ruetz [ruət͡s]) — річка в Тіролі, Австрія, притока Сілл.
Руец тече від льодовикової зони Штубайталь до Віпталя в північно-східному напрямку. Біля знаменитого мосту Європи він зливається з підвіконням після маршруту довжиною приблизно 37 кілометрів. Річка перетинає село Фульпмес, забезпечуючи електроенергією електростанцію Австрійської федеральної залізниці.
Як типова стрімка річка, Руец досить небезпечна і повна порогів. До того, як було побудовано кілька оборонних споруд, тут було досить страшно через повені. Проте якість води дуже добра, і кілька громад у Штубайталі використовують річку як джерело питної води.